# AEG D.I
AEG D.I – niemiecki samolot myśliwski z okresu I wojny światowej. Powstały trzy jego prototypy (wobec drugiego i trzeciego prototypu używane jest czasem oznaczenie D.II i D.III) oraz wersja trójpłatowa AEG Dr.I. Wkrótce po pierwszych lotach, które odbyły się w maju 1917 r., okazało się, że samolot ma wiele wad. Dwa z trzech egzemplarzy uległy rozbiciu, w związku z czym cały projekt uznano za nierozwojowy, a prace nad nim przerwano.